# Biennale arts actuels Réunion
La Biennale arts actuels Réunion est une manifestation artistique internationale qui se déroule à la ville du Port, île de La Réunion.

## Historique
Elle a été créée en 2007, à l'initiative d'Alain Séraphine, alors directeur de l'École supérieure des beaux-arts de La Réunion, elle est portée par l'association Antigone, organisateur de l'événement.
Cette biennale se destine à faire émerger les jeunes talents en Art, Design, Création numérique et immatérielle (ADCNI) des pays dits du « Sud économique ».
Les pays participants sont l’Asie, les îles de l’Océan Indien, les pays d’Afrique, de l’Amérique latine, de l’Océanie et des Caraïbes.

## Les différentes éditions

### 2013
- Dates: Du 16 novembre au 15 décembre 2013
- Administration: Coralie Renard

### 2011
- Dates: Du 12 novembre au 11 décembre 2011
- Administration: Coralie Renard

### 2009
- Dates: Du 20 novembre au 20 décembre 2009
- Administration: Sibylle Roquebert

### 2007
- Administration: Adriano Miconi

## Artistes reconnus ayant participé à la biennale
- Joël Andrianomearisoa, Madagascar
- Xia Xiaowan[5], Chine